# Chiesa di Sant'Antonio da Padova (Iquique)
La chiesa di Sant'Antonio da Padova è stata una chiesa cattolica con annesso convento di Iquique, nella regione di Tarapacá nel Cile settentrionale. Entrambi gli edifici sono amministrati dall'Ordine francescano secolare ed erano tutelati come monumenti storici nazionali dal 1994.

## Storia
La fondazione della chiesa e del convento risale al 1899, anno in cui i primi frati francescani giunsero a Iquique e fondarono il Terz'ordine francescano. Il nuovo ordine si assunse la responsabilità di costruire un nuovo tempio in un terreno donato alla periferia di Iquique. Il convento, dedicato a Francesco d'Assisi, fu la prima opera ad essere terminata entro il 1903 mentre l'intero complesso fu inaugurato nel 1904. Nel 2021 è stato celebrato il 120º anniversario dalla benedizione della prima pietra della chiesa.
La chiesa e il convento sono stati distrutti da un vasto incendio l'11 ottobre 2024, provocato probabilmente da un corto circuito a seguito di un allagamento.

## Descrizione
Il complesso è composto da una chiesa e da un convento.
La chiesa, realizzata con ossatura in legno ricoperta di stucco e malta, è in stile neogotico e ha la tipica pianta di una basilica cristiana con una doppia fila di colonne scanalate con capitello corinzio formanti un arco ogivale di separazione tra la navata centrale e le due navate laterali. La facciata principale è composta da tre corpi disposti verticalmente con quello centrale lievemente spostato in avanti rispetto agli altri due; sul corpo centrale è presente un rosone mentre sul cornicione è presente una statua di san Francesco d'Assisi. Sui due corpi laterali della facciata si sviluppano due campanili quadrati sormontati da due torri esagonali con balcone ricoperte da due cuspidi aguzze con sei gonne e una croce.